# Dhamm (album)
Dhamm è l'album di debutto del gruppo musicale italiano Dhamm, pubblicato nel 1995 dall'etichetta discografica EMI.
L'album d'esordio dei Dhamm contiene il brano Irene con cui il gruppo ha vinto la manifestazione Sanremo Giovani 1994 e il singolo Ho bisogno di te, presentato l'anno successivo alla Festival di Sanremo 1995.
Nel disco, oltre ai quattro componenti del gruppo, suonano quaranta elementi d'orchestra sui brani Ho bisogno di te, Atmosphere, Controvento ed Amico, una sezione fiati su Voglio Stare Bene ed il coro della RAI su Irene, Ho bisogno di te e Voglio stare bene. L'album è molto vario e contiene al suo interno due brani strumentali (Tunnel ed Atmosphere), brani progressive della durata ben al di sopra dei 4 minuti convenzionali come Johnny, Amico, Quello che non hai avuto mai e brani contenenti tempi dispari come Quando cambierà, Quello che non hai Avuto Mai ed Amico. L'album è entrato in classifica arrivando ben presto alle 50 000 copie (Disco d'oro) e raggiungendo le 100 000 copie (Disco di Platino) l'anno successivo.

## Tracce
1. Controvento – 3:56
2. Quando cambierà – 4:40
3. Irene – 3:56
4. Quello che non hai avuto mai – 4:35
5. Suoneremo ancora – 3:47
6. Ad un passo dal cielo – 4:36
7. Ho bisogno di te – 4:18
8. Johnny – 5:30
9. Io non ci sto – 3:56
10. Tunnel – 3:24
11. Voglio stare bene – 4:27
12. Atmosphere – 1:10
13. Amico – 4:41
14. Un posto anche per te – 3:31
15. Irene (Unplugged) – 3:18